# آلن پینکرتون

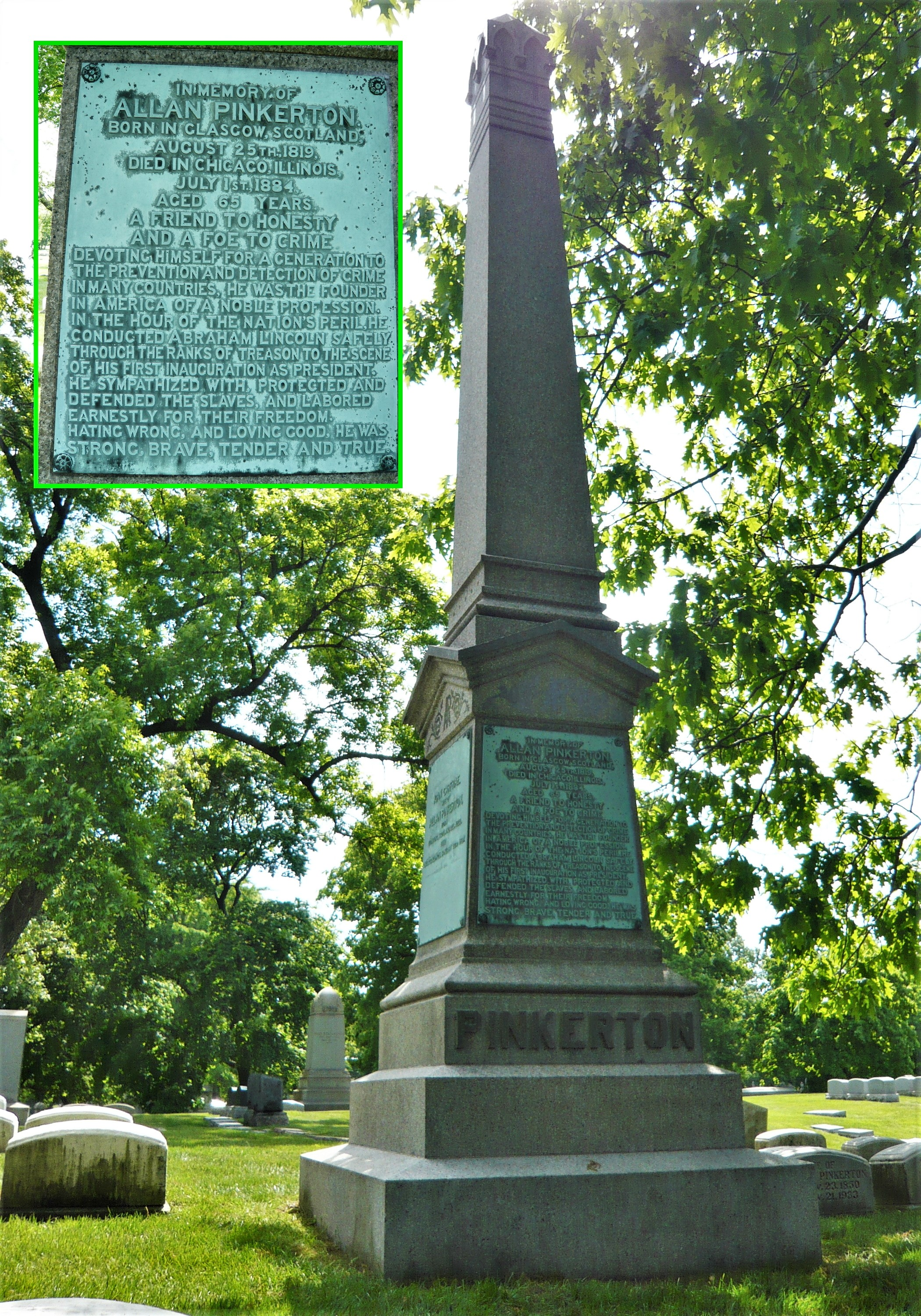
آرامگاه پینکرتون، گورستان گریس‌لند، شیکاگو

آلن پینکرتون (انگلیسی: Allan Pinkerton؛ ۲۵ اوت ۱۸۱۹ – ۱ ژوئیهٔ ۱۸۸۴) کارآگاه اسکاتلندی - آمریکایی و افسر اطلاعاتی، اهل بریتانیا بود که برای ایجاد آژانس خبری پینکرتون شناخته شده بود.